# Klaus Jungbluth
Klaus Jungbluth Rodríguez, né le 10 juillet 1979 à Guayaquil, est un fondeur équatorien.

## Biographie
À l'origine, il pratique l'haltérophilie, mais lorsqu'il part vivre en Europe pour étudier la physiothérapie et les sciences du sport, on lui décèle une blessure au genou (en Norvège) qui change sa manière de s'entraîner, afin de ménager ses articulations. C'est de là que vient son idée de ski qu'il met en pratique en revant en Équateur, utilisant ses skis à rollers sur de larges routes, mais pas sur la neige, qui est rare dans son pays. Il prend du temps à s'adapter au ski sur la neige, passant du temps en Italie, d'où sa femme vient pour travailler  sur les aspects du skis qu'il ne connaissait pas encore. C'est en Australie qu'il prend base finalement, à Mountain Creek, étudiant pour son doctorat à l'université de Sunshine Coast.
En 2016, il fait partie de la délégation de  l'Équateur aux Jeux olympiques de Rio de Janeiro en tant que kinésiothérapiste. Dès alors, cette année, il demande que son comité olympique national crée une fédération nationale de ski.
Jungbluth commence à prendre part à des compétitions officielles de la FIS en octobre 2016 au Brésil, puis parvient à obtenir grâce à suffisamment de points FIS son ticket pour les Championnats du monde 2017 à Lahti, terminant 144e du sprint. Dans sa quête pour se qualifier pour les Jeux olympiques 2018, il réussit à collecter de bons résultats dans cette optique avec plusieurs podiums dans des courses de roller-ski en Colombie en fin d'année 2017. Ainsi, il devient le premier sportif à représenter l'Équateur aux Jeux olympiques d'hiver et à porter le drapeau lors des jeux de Pyeongchang. Il y finit 108e du quinze kilomètres libre.